# Andy Delort
Andy Delort (in arabo أندي ديلور‎?; Sète, 9 ottobre 1991) è un calciatore francese naturalizzato algerino, attaccante del Montpellier,  in prestito dall'MC Alger.

## Caratteristiche tecniche
È una prima punta forte fisicamente ed abile tecnicamente, si dimostra un buon finalizzatore sotto porta.

## Carriera

### Club
Cresciuto calcisticamente nelle giovanili del Sète. Passa poi nell'estate del 2008 all'Ajaccio, per poi essere ceduto al Nîmes. Fatto ritorno al Tolosa nell'estate del 2010, fa il suo esordio nella massima serie francese nella stagione 2011-2012 giocando 7 partite in Ligue 1. Nel gennaio del 2012, viene girato in prestito sei mesi al Metz.
Nell'estate 2012 viene ingaggiato dal Tours squadra di Ligue 2, (seconda divisione francese), dove in campionato colleziona 36 presenze andando a segno 24 volte.
Il 31 agosto 2014 sulla deadline del calciomercato inglese viene ingaggiato dal Wigan, club inglese militante in Championship nella (seconda serie inglese), per circa 4 milioni, firmando un contratto triennale. Tuttavia dopo solamente sei mesi in Inghilterra, nel febbraio 2015, fa ritorno in prestito fino al termine del campionato al Tours. Con la retrocessione a fine stagione del Wigan in terza divisione inglese, Delort nell'estate 2015, torna in patria firmando un contratto quadriennale con il Caen, società militante nella massima divisione francese.
Il 2 settembre 2016 si trasferisce al Tigres UANL per 8 milioni di euro, militando per sei mesi nel club messicano.
Nel gennaio 2017, durante il mercato invernale, fa nuovamente ritorno in patria trasferendosi al Tolosa a titolo definitivo per 6 milioni, firmando un contratto della durata di quattro anni e mezzo.

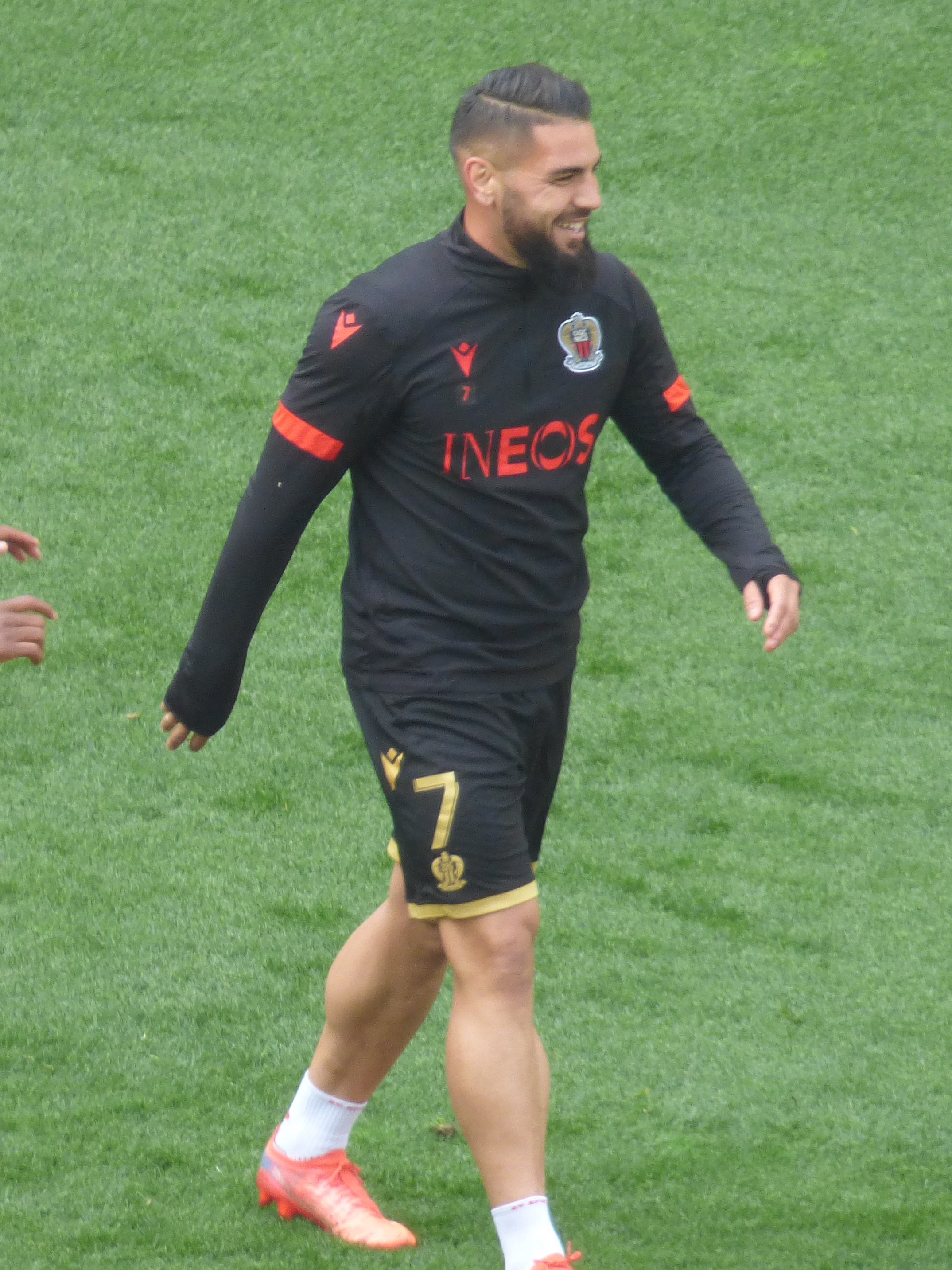
Delort al nel 2022.

Nell'estate del 2018, passa in prestito al Montpellier, dove disputa un'ottima stagione, per poi essere riscattato nel giugno 2019, firmando con la società arancio-blu un contratto biennale.
Il 28 agosto 2021 viene acquistato dal Nizza, con la quale perde la finale di coppa di Francia alla prima stagione contro il Nantes.
La stagione successiva, durante la sessione di calciomercato invernale, viene acquistato a temporaneo con diritto di riscatto, che diventa obbligo in caso di salvezza, proprio dai bretoni del Nantes. Il 1º febbraio 2023 debutta, da subentrato, in campionato con i canarini nella sconfitta per 0-2 contro l'Olympique Marsiglia; mentre l'8 febbraio debutta in Coppa di Francia nella vittoria ai tiri di rigore contro l'Angers, realizzando nell'occasione il proprio tentativo dal dischetto e contribuendo così al passaggio del turno.
Il 24 dello stesso mese debutta anche nelle competizioni confederali nella sconfitta per 0-3 contro la Juventus, che sancisce l'eliminazione de les nantaise dall'Europa League.
Il 1º marzo trova le prime due reti con la nuova maglia in occasione della gara dei quarti di coppa nazionale contro il Lens, vinta proprio grazie alle sue reti con il risultato di 2-1. Il 29 aprile successivo perde per il secondo anno consecutivo la coppa di Francia, stavolta contro il Tolosa.
A fine stagione, dopo aver totalizzato solo due reti in 17 presenze, viene riscattato dai canarini.
Il 7 luglio seguente, dopo una sola stagione, lascia i canarini trasferendosi per la cifra di 2,5 milioni di € ai qatarioti dell'Umm-Salal.
Il 6 gennaio 2024 vince la coppa di lega dopo aver battuto in finale, ai tiri di rigore, l'Al-Arabi; inoltre si laurea capocannoniere della competizione con otto reti in 8 presenze.
Il mese successivo, 12 febbraio, risolve consensualmente il proprio contratto con il club.
Sette mesi dopo, il 10 settembre 2024, viene tesserato dagli algerini dell'MC Alger.

### Nazionale
Nel 2011 ha disputato una partita con l'Under-20 francese. Nell'aprile 2019 ha scelto di rappresentare la nazionale algerina, grazie alle origini della madre.
Il 16 giugno 2019, fa il suo esordio in nazionale entrando al 75º al posto di Yacine Brahimi, nell'amichevole vinta per 3-2 contro il Mali dove inoltre segna la rete della vittoria. Viene convocato successivamente, per la Coppa d'Africa 2019.

## Statistiche

### Presenze e reti nei club
Statistiche aggiornate al 5 febbraio 2025
| Stagione           | Squadra            | Campionato         | Campionato | Campionato | Coppe nazionali | Coppe nazionali | Coppe nazionali | Coppe continentali | Coppe continentali | Coppe continentali | Altre coppe | Altre coppe | Altre coppe | Totale | Totale |
| Stagione           | Squadra            | Comp               | Pres       | Reti       | Comp            | Pres            | Reti            | Comp               | Pres               | Reti               | Comp        | Pres        | Reti        | Pres   | Reti   |
| ------------------ | ------------------ | ------------------ | ---------- | ---------- | --------------- | --------------- | --------------- | ------------------ | ------------------ | ------------------ | ----------- | ----------- | ----------- | ------ | ------ |
| 2009-2010          | Nîmes              | L2                 | 3          | 0          | CF+CdL          | 1+0             | 0               | -                  | -                  | -                  | -           | -           | -           | 4      | 0      |
| 2010-2011          | Ajaccio            | L2                 | 24         | 4          | CF+CdL          | 2+4             | 2+2             | -                  | -                  | -                  | -           | -           | -           | 30     | 8      |
| 2011-gen. 2012     | Ajaccio            | L1                 | 7          | 0          | CF+CdL          | 2+1             | 0               | -                  | -                  | -                  | -           | -           | -           | 10     | 0      |
| feb.-giu. 2012     | Metz               | L2                 | 13         | 1          | CF+CdL          | 0+0             | 0               | -                  | -                  | -                  | -           | -           | -           | 13     | 1      |
| 2012-2013          | Ajaccio            | L1                 | 16         | 1          | CF+CdL          | 1+1             | 0               | -                  | -                  | -                  | -           | -           | -           | 18     | 1      |
| Totale Ajaccio     | Totale Ajaccio     | Totale Ajaccio     | 47         | 5          |                 | 11              | 4               |                    | -                  | -                  |             | -           | -           | 58     | 9      |
| 2013-2014          | Tours              | L2                 | 36         | 24         | CF+CdL          | 1+3             | 0+1             | -                  | -                  | -                  | -           | -           | -           | 40     | 25     |
| ago. 2014          | Tours              | L2                 | 2          | 0          | CF+CdL          | 0+0             | 0               | -                  | -                  | -                  | -           | -           | -           | 2      | 0      |
| 2014-gen. 2015     | Wigan              | FLC                | 11         | 0          | FACup+CdL       | 0+0             | 0               | -                  | -                  | -                  | -           | -           | -           | 11     | 0      |
| feb.-giu. 2015     | Tours              | L2                 | 14         | 2          | CF+CdL          | 0+0             | 0               | -                  | -                  | -                  | -           | -           | -           | 14     | 2      |
| Totale Tours       | Totale Tours       | Totale Tours       | 52         | 26         |                 | 4               | 1               |                    | -                  | -                  |             | -           | -           | 56     | 27     |
| 2015-2016          | Caen               | L1                 | 36         | 12         | CF+CdL          | 1+1             | 0+1             | -                  | -                  | -                  | -           | -           | -           | 38     | 13     |
| 2016-gen. 2017     | Tigres             | PD                 | 14         | 3          | CM              | 0               | 0               | CCL                | 2                  | 1                  | -           | -           | -           | 16     | 4      |
| feb.-giu. 2017     | Tolosa             | L1                 | 15         | 5          | CF+CdL          | 0+0             | 0               | -                  | -                  | -                  | -           | -           | -           | 15     | 5      |
| 2017-2018          | Tolosa             | L1                 | 32         | 5          | CF+CdL          | 2+2             | 0               | -                  | -                  | -                  | -           | -           | -           | 36     | 5      |
| Totale Tolosa      | Totale Tolosa      | Totale Tolosa      | 47         | 10         |                 | 4               | 0               |                    | -                  | -                  |             | -           | -           | 51     | 10     |
| 2018-2019          | Montpellier        | L1                 | 36         | 14         | CdF+CdL         | 1+1             | 0               | -                  | -                  | -                  | -           | -           | -           | 38     | 14     |
| 2019-2020          | Montpellier        | L1                 | 26         | 9          | CdF+CdL         | 3+2             | 2+1             | -                  | -                  | -                  | -           | -           | -           | 31     | 12     |
| 2020-2021          | Montpellier        | L1                 | 30         | 15         | CF              | 4               | 4               | -                  | -                  | -                  | -           | -           | -           | 34     | 19     |
| ago 2021           | Montpellier        | L1                 | 3          | 2          | CF              | 0               | 0               | -                  | -                  | -                  | -           | -           | -           | 3      | 2      |
| 2021-2022          | Nizza              | L1                 | 32         | 16         | CF              | 5               | 2               | -                  | -                  | -                  | -           | -           | -           | 37     | 18     |
| 2022-gen. 2023     | Nizza              | L1                 | 14         | 6          | CF              | 0               | 0               | UECL               | 4                  | 1                  | -           | -           | -           | 18     | 7      |
| Totale Nizza       | Totale Nizza       | Totale Nizza       | 46         | 22         |                 | 5               | 2               |                    | 4                  | 1                  |             | -           | -           | 55     | 25     |
| gen.-giu. 2023     | Nantes             | L1                 | 12         | 0          | CF              | 4               | 2               | UEL                | 1                  | 0                  | SF          | -           | -           | 17     | 2      |
| 2023-2024          | Umm-Salal          | QSL                | 12         | 5          | CQ+CdL          | 0+8             | 0+8             | -                  | -                  | -                  | -           | —           | -           | 20     | 13     |
| 2024-gen. 2025     | MC Alger           | L1                 | 10         | 3          | CA              | 0               | 0               | CCL                | 4                  | 0                  | -           | -           | -           | 14     | 3      |
| gen.-giu. 2025     | Montpellier        | L1                 | 9          | 0          | CF              | -               | -               | -                  | -                  | -                  | -           | -           | -           | 9      | 0      |
| Totale Montpellier | Totale Montpellier | Totale Montpellier | 104        | 40         |                 | 11              | 7               |                    | -                  | -                  |             | -           | -           | 115    | 47     |
| Totale carriera    | Totale carriera    | Totale carriera    | 407        | 127        |                 | 57              | 25              |                    | 11                 | 2                  |             | -           | -           | 485    | 154    |

### Cronologia presenze e reti in nazionale
| Cronologia completa delle presenze e delle reti in nazionale ― Algeria | Cronologia completa delle presenze e delle reti in nazionale ― Algeria | Cronologia completa delle presenze e delle reti in nazionale ― Algeria | Cronologia completa delle presenze e delle reti in nazionale ― Algeria | Cronologia completa delle presenze e delle reti in nazionale ― Algeria | Cronologia completa delle presenze e delle reti in nazionale ― Algeria | Cronologia completa delle presenze e delle reti in nazionale ― Algeria | Cronologia completa delle presenze e delle reti in nazionale ― Algeria |
| Data                                                                   | Città                                                                  | In casa                                                                | Risultato                                                              | Ospiti                                                                 | Competizione                                                           | Reti                                                                   | Note                                                                   |
| ---------------------------------------------------------------------- | ---------------------------------------------------------------------- | ---------------------------------------------------------------------- | ---------------------------------------------------------------------- | ---------------------------------------------------------------------- | ---------------------------------------------------------------------- | ---------------------------------------------------------------------- | ---------------------------------------------------------------------- |
| 16-6-2019                                                              | Doha                                                                   | Algeria                                                                | 3 – 2                                                                  | Mali                                                                   | Amichevole                                                             | 1                                                                      | 75’                                                                    |
| 23-6-2019                                                              | Il Cairo                                                               | Algeria                                                                | 2 – 0                                                                  | Kenya                                                                  | Coppa d'Africa 2019 - 1º turno                                         | -                                                                      | 81’                                                                    |
| 27-6-2019                                                              | Il Cairo                                                               | Senegal                                                                | 0 – 1                                                                  | Algeria                                                                | Coppa d'Africa 2019 - 1º turno                                         | -                                                                      | 86’                                                                    |
| 1-7-2019                                                               | Il Cairo                                                               | Tanzania                                                               | 0 – 3                                                                  | Algeria                                                                | Coppa d'Africa 2019 - 1º turno                                         | -                                                                      |                                                                        |
| 7-7-2019                                                               | Il Cairo                                                               | Algeria                                                                | 3 – 0                                                                  | Guinea                                                                 | Coppa d'Africa 2019 - Ottavi di finale                                 | -                                                                      | 83’                                                                    |
| 11-7-2019                                                              | Suez                                                                   | Costa d'Avorio                                                         | 1 – 1 dts (3 – 4 dtr)                                                  | Algeria                                                                | Coppa d'Africa 2019 - Quarti di finale                                 | -                                                                      | 120+2’                                                                 |
| 18-11-2019                                                             | Gaborone                                                               | Botswana                                                               | 0 – 1                                                                  | Algeria                                                                | Qual. Coppa d'Africa 2021                                              | -                                                                      | 80’                                                                    |
| 9-10-2020                                                              | Klagenfurt                                                             | Nigeria                                                                | 0 – 1                                                                  | Algeria                                                                | Amichevole                                                             | -                                                                      |                                                                        |
| 13-10-2020                                                             | L'Aia                                                                  | Algeria                                                                | 2 – 2                                                                  | Messico                                                                | Amichevole                                                             | -                                                                      | 75’                                                                    |
| 17-11-2020                                                             | Harare                                                                 | Zimbabwe                                                               | 2 – 2                                                                  | Algeria                                                                | Qual. Coppa d'Africa 2021                                              | 1                                                                      | 68’                                                                    |
| 2-9-2021                                                               | Blida                                                                  | Algeria                                                                | 8 – 0                                                                  | Gibuti                                                                 | Qual. Mondiali 2022                                                    | -                                                                      | 82’                                                                    |
| 23-9-2022                                                              | Bir El Djir                                                            | Algeria                                                                | 1 – 0                                                                  | Guinea                                                                 | Amichevole                                                             | -                                                                      | 72’                                                                    |
| 27-9-2022                                                              | Bir El Djir                                                            | Algeria                                                                | 2 – 1                                                                  | Nigeria                                                                | Amichevole                                                             | -                                                                      | 76’                                                                    |
| 23-3-2023                                                              | Baraki                                                                 | Algeria                                                                | 2 – 1                                                                  | Niger                                                                  | Qual. Coppa d'Africa 2023                                              | -                                                                      | 46’                                                                    |
| 27-3-2023                                                              | Radès                                                                  | Niger                                                                  | 0 – 1                                                                  | Algeria                                                                | Qual. Coppa d'Africa 2023                                              | -                                                                      | 27’ 74’                                                                |
| Totale                                                                 |                                                                        | Presenze                                                               | 15                                                                     |                                                                        | Reti                                                                   | 2                                                                      |                                                                        |

## Palmarès

### Club

#### Competizioni nazionali
- Campionato messicano: 1

Tigres: Apertura 2016
- Coppa delle Stelle del Qatar: 1

Umm Salal: 2023-2024

### Nazionale
- Coppa d'Africa: 1

Egitto 2019

### Individuale
- Capocannoniere della Ligue 2: 1

2013-2014 (24 gol, a pari merito con Mathieu Duhamel)
- Capocannoniere della Coppa delle Stelle del Qatar: 1

2023-2024 (8 gol)